# Usson-en-Forez
Usson-en-Forez és un municipi francès al departament del Loira (regió d'Alvèrnia-Roine-Alps). L'any 2007 tenia 1.429 habitants.

## Demografia

### Població
El 2007 la població de fet d'Usson-en-Forez era de 1.429 persones. Hi havia 601 famílies de les quals 206 eren unipersonals (111 homes vivint sols i 95 dones vivint soles), 214 parelles sense fills, 160 parelles amb fills i 21 famílies monoparentals amb fills.
La població ha evolucionat segons el següent gràfic:

### Habitatges
El 2007 hi havia 1.118 habitatges, 614 eren l'habitatge principal de la família, 399 eren segones residències i 106 estaven desocupats. 900 eren cases i 204 eren apartaments. Dels 614 habitatges principals, 470 estaven ocupats pels seus propietaris, 131 estaven llogats i ocupats pels llogaters i 13 estaven cedits a títol gratuït; 8 tenien una cambra, 43 en tenien dues, 105 en tenien tres, 198 en tenien quatre i 260 en tenien cinc o més. 364 habitatges disposaven pel capbaix d'una plaça de pàrquing. A 290 habitatges hi havia un automòbil i a 213 n'hi havia dos o més.

### Piràmide de població
La piràmide de població per edats i sexe el 2009 era:
| Homes | Edats   | Dones |
| ----- | ------- | ----- |
| 0     | 95 o +  | 8     |
| 0     | 90 a 94 | 20    |
| 12    | 85 a 89 | 8     |
| 32    | 80 a 84 | 24    |
| 32    | 75 a 79 | 72    |
| 24    | 70 a 74 | 60    |
| 32    | 65 a 69 | 44    |
| 52    | 60 a 64 | 36    |
| 32    | 55 a 59 | 32    |
| 48    | 50 a 54 | 52    |
| 32    | 45 a 49 | 40    |
| 20    | 40 a 44 | 28    |
| 48    | 35 a 39 | 16    |
| 52    | 30 a 34 | 52    |
| 40    | 25 a 29 | 32    |
| 20    | 20 a 24 | 4     |
| 24    | 15 a 19 | 16    |
| 16    | 10 a 14 | 12    |
| 44    | 5 a 9   | 44    |
| 28    | 0 a 4   | 40    |

## Economia
El 2007 la població en edat de treballar era de 777 persones, 544 eren actives i 233 eren inactives. De les 544 persones actives 508 estaven ocupades (294 homes i 214 dones) i 35 estaven aturades (12 homes i 23 dones). De les 233 persones inactives 117 estaven jubilades, 39 estaven estudiant i 77 estaven classificades com a «altres inactius».

### Ingressos
El 2009 a Usson-en-Forez hi havia 612 unitats fiscals que integraven 1.340,5 persones, la mediana anual d'ingressos fiscals per persona era de 14.937 €.

### Activitats econòmiques
Dels 83 establiments que hi havia el 2007, 1 era d'una empresa extractiva, 4 d'empreses alimentàries, 1 d'una empresa de fabricació de material elèctric, 5 d'empreses de fabricació d'altres productes industrials, 11 d'empreses de construcció, 23 d'empreses de comerç i reparació d'automòbils, 7 d'empreses de transport, 10 d'empreses d'hostatgeria i restauració, 2 d'empreses financeres, 5 d'empreses immobiliàries, 5 d'empreses de serveis, 6 d'entitats de l'administració pública i 3 d'empreses classificades com a «altres activitats de serveis».
Dels 25 establiments de servei als particulars que hi havia el 2009, 1 era una oficina de correu, 1 una oficina bancària, 3 tallers de reparació d'automòbils i de material agrícola, 2 paletes, 2 guixaires pintors, 3 fusteries, 3 lampisteries, 1 electricista, 2 perruqueries, 1 veterinari, 4 restaurants i 2 agències immobiliàries.
Dels 13 establiments comercials que hi havia el 2009, 1 era una botiga de més de 120 m², 3 fleques, 2 carnisseries, 2 llibreries, 2 botigues d'electrodomèstics, 1 un drogueria i 2 floristeries.
L'any 2000 a Usson-en-Forez hi havia 86 explotacions agrícoles que ocupaven un total de 1.880 hectàrees.

## Equipaments sanitaris i escolars
El 2009 hi havia 1 farmàcia i 1 ambulància.
El 2009 hi havia una escola elemental.

## Poblacions properes
El següent diagrama mostra les poblacions més properes.